# Viitasaari

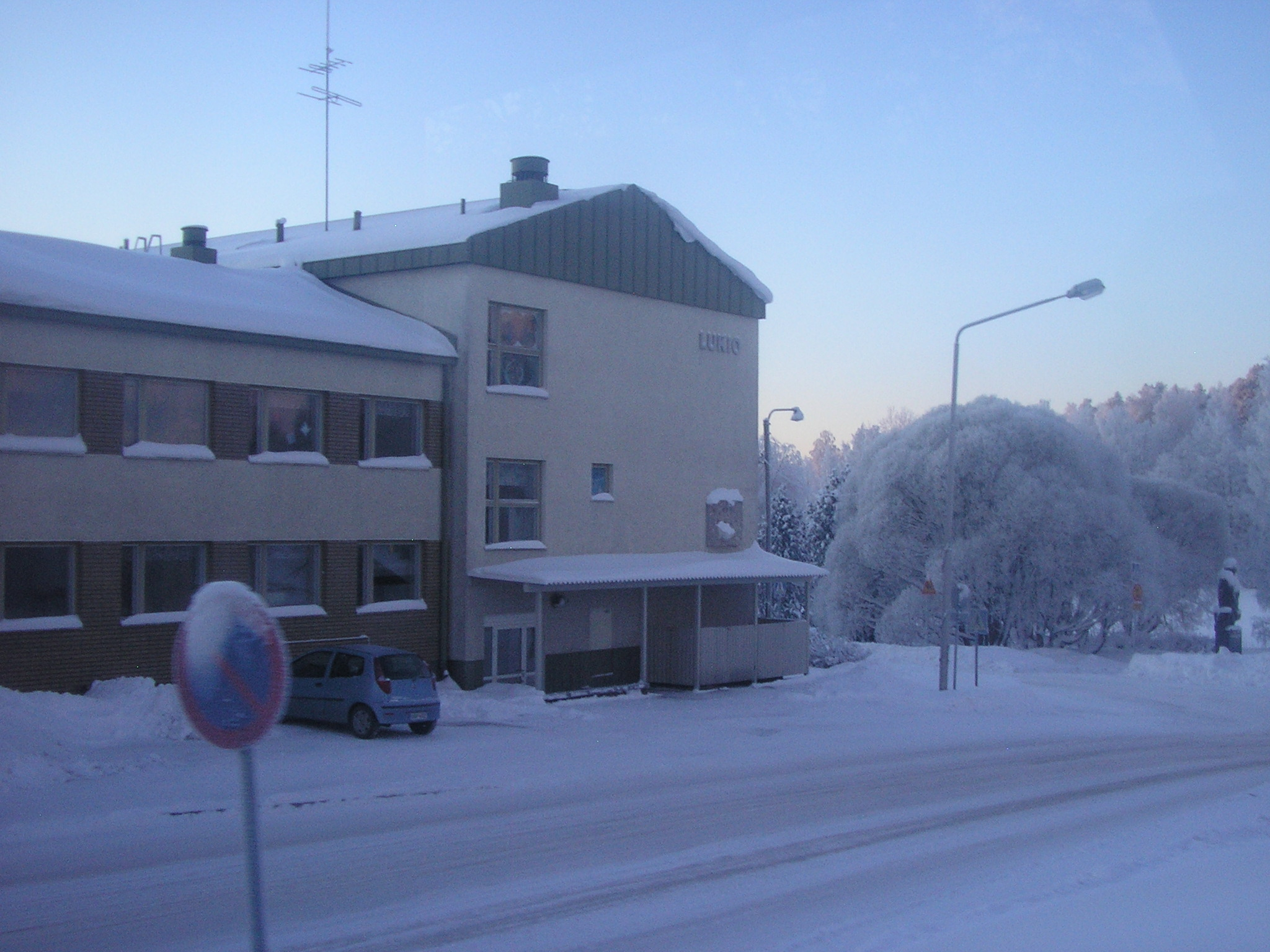
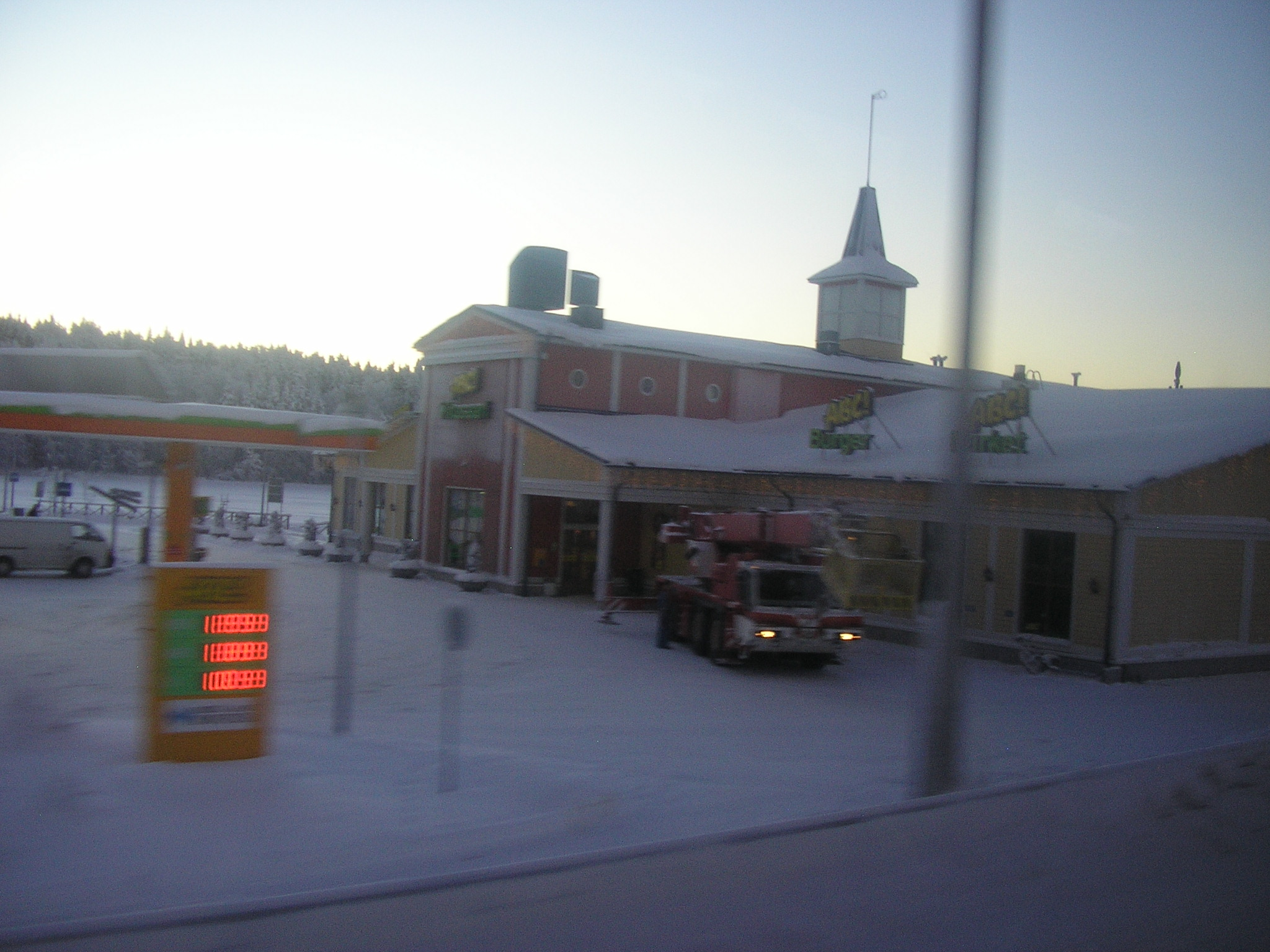

Viitasaari is een gemeente en stad in de Finse provincie West-Finland en in de Finse regio Centraal-Finland. De gemeente heeft een landoppervlakte van 1.248,54 km² en telt 5.951 inwoners (2022).